# روبن هود (فلم 1973)
روبن هود (بالإنجليزية: Robin Hood) هو فيلم أنتج عام 1973 وهو فيلم رسوم متحركة مستوحى من الأسطورة الشعبية ويعد أشهر ما اقتبست منه الحكاية من رسوم، حيث تجري أحداثه في فترة غياب الملك ريتشارد قلب الأسد في الحملة الصليبية حكم أخيه جون في غيابه، فكان يرهق الناس بالضرائب. وكان روبن هود يعيش في غابة شيروود ويغير بين الحين والآخر على موظفي الملك ومن بينهم ريف نوتنغهام لكي يعطي الفقراء.
ما يميز الفيلم بشكل أساسي هو التصوير البشري للحيوانات، فمثلا تم جعل روبن هود وماريان ثعالب، بينما جعل ليتل جون دبا، وكان الأمير جون أسدا والراهب تاك غريرا.

## شخصيات الفيلم
- روبن هود (ثعلب)
- اللايدي ماريان (ثعلبة)
- ألان أديل المغني الجوال (ديك)
- الأمير جون (أسد)
- سير هيس (ثعبان)
- ليتل جون (دب)
- الراهب تاك (غرير أمريكي)
- شريف نوتنغهام (ذئب)

### أسماء مؤدو اصوات الشخصيات
| أسم الشخصية    | اسم الشخصية بالأنجليزية | مؤدي الصوت باللهجة المصرية | مؤدي الصوت الأصليّ (بالإنجليزيّة) | مؤدي الصوت بالنسخة الفصحى(ديزني بلس) |
| -------------- | ----------------------- | -------------------------- | ------------------------------- | ------------------------------------ |
| روبن هود       | Robin Hood              | فريد النقراشي              | Brian Bedford                   |                                      |
| النبيلة ماريان | Maid Marian             | عايدة فهمي                 | Monica Evans                    |                                      |
| جون الصغير     | Little John             | سامي مغاوري                | Phil Harris                     | إيهاب شاوي (غناء)                    |
| الديك الراوي   | Alan-a-Dale             | أسامة منير                 | Roger Miller                    | مصطفى رشاد                           |
| الراهب تك      | Friar Tuck              | مؤمن البرديسي              | Andy Devine                     | زياد الشريف (غناء)                   |
| الأمير جون     | Prince John             | احمد الحلوني               | Peter Ustinov                   |                                      |
| سير هيس        | Sir Hiss                | خالد العيسوي               | Terry-Thomas                    |                                      |
| كوكو هانم      | Lady Kluck              | أحلام الجريتلي             | Carole Shelley                  | سلوى عبد الوهاب                      |
| مأمور نوتنجهام | Sheriff of Nottingham   | محمد عبد المعطي            | Pat Buttram                     |                                      |
| سكيبي          | Skippy                  | عبد الرحمن صفوت            | Billy Whittaker                 |                                      |

### أصوات النسخة العربية الفصحى
- عبدو حكيم - روبن هود
- بيان أبو شقرا - ألان
- مازن لطفي - جون الصغير
- خالد السيد - السيد تاك
- إيمان بيطار - لايدي كلاك
- حسني بدر الدين - الشرطي
- نسرين مسعود - ماريان
- عمر الشماع - ناتسي
- حسان حمدان - هيس
- جمال حمدان - الأمير جون
- سعد حمدان - كركدايل
- شادي شمص
- نور عباس
- جمانة الزنجي
- غدي حكيم

## وصلات خارجية
- الموقع الرسمي
- مقالات تستعمل روابط فنية بلا صلة مع ويكي بيانات